# Acaulimalva engleriana
Acaulimalva engleriana är en malvaväxtart som först beskrevs av Ulbrich, och fick sitt nu gällande namn av Krapovickas. Acaulimalva engleriana ingår i släktet Acaulimalva och familjen malvaväxter. Inga underarter finns listade i Catalogue of Life.